# گابور هوروات (قایقران کایاک)
گابور هوروات (انگلیسی: Gábor Horváth؛ زادهٔ ۱۵ نوامبر ۱۹۷۱) قایقران کایاک اهل مجارستان بود.